# Roches (Creuse)
Roches település Franciaországban, Creuse megyében. Lakosainak száma 371 fő (2022. január 1.). Roches Ajain, Bonnat, Châtelus-Malvaleix, Genouillac, Glénic, Jouillat és Ladapeyre községekkel határos.

## Népesség
A település népessége az elmúlt években az alábbi módon változott:
| Lakosok száma | 535  | 463  | 420  | 400  | 371  | 368  | 363  | 369  | 372  | 371  |
|               | 1968 | 1982 | 1990 | 2006 | 2013 | 2015 | 2017 | 2019 | 2020 | 2022 |